# 盧奕農
卢奕农（?—1950年）广西桂平罗秀人。中华民国政治人物。

## 生平
卢奕农曾就读于北京中国大学。1925年，中国国民党中央青年部报告称，该部干事陈勉恕因回中国国民党广西省党部服务，已经辞职，遗缺聘卢奕农充任。后来卢奕农被李明瑞任用为国民革命军第七军政治部科长。1927年11月，蒋培英因在中国大学闹学潮而离开中国大学，经中国大学同学卢奕农、罗绍徽介绍至武汉国民革命军第七军政治部任额外上尉科员。
1928年，卢奕农出任国民政府立法院立法委员。1929年7月1日，南京国民政府任命曾如柏、梁世昌、李明瑞、梁史、杨腾辉、卢奕农、李权亨、雷沛鸿、郑介民、范石生为广西省政府委员。卢奕农任至11月11日被免职。1929年，卢奕农任广西善后督办公署委员。1929年8月20日，任广西省政府秘书长。卢奕农还曾短暂担任广西省民政厅厅长。
1938年至1939年，身为江西省万载县县长的卢奕农兼任万载县立初中校长。1947年，出任广西省桂平县县长。同年卸任，由胡思尧接任。
1947年至1948年，国民大会代表、立法委员选举的竞选达到高潮，桂平县参加国民大会代表竞选的是黄廷英、梁国海，参加立法委员竞选的是满击云、卢奕农。黄廷英和满击云都是中国国民党中央认可的候选人，最终二人分别当选。
1949年底，正值第二次国共内战末期，国军第四十六军军长张文鸿部在玉林为中国人民解放军击溃，张文鸿随罗活等人到伟杨村的卢士沐家，张文鸿因病无法继续和众人一起逃跑，乃躲藏到老朋友卢奕农家。后来，张文鸿得知桂系部队已全部被击败，中国人民解放军已包围罗秀，又知道中国人民解放军对国军投诚官兵的优待，便通过卢奕农与中国人民解放军接洽，向中国人民解放军投诚。
1950年2月、3月间，武宣的地方武装领导人黄钜英率部到木山乡，策动李荣堡参加，反对中国共产党。3月中旬，李荣保率10名乡警随黄钜英到碧滩渡口抢劫过往船只。8月，李荣保接受紫荆山的刘谨堂的指示， 到三江圩进攻中国人民解放军。9月27日，李荣保来到刘谨堂家，与国军第四十八军军长杨创奇、特务杨克明、其他首脑刘谨堂、卢奕农、满德昂、黄钜英、张国才、张志勇等人开会，李荣保被委任为国军第四十八军二十五师副师长、反共救国军七县（荔浦、蒙山、平南、桂平、武宣、象县、修仁）民团总司令。会后，李荣保率部攻打中国人民解放军。1950年12月，中国人民解放军入紫荆山剿匪，李荣保带枪投诚。
1950年11月3日，广西省第一届各界人民代表会议选出的广西省协商委员会在广西省人民政府会议厅举行第一次全体会议，会议通过关于全省各地普遍组建肃清反革命委员会，关于开除黎弼臣、卢奕农、吴一峰3人的代表资格等决议。
1950年，卢奕农逝世。